# Lijst van burgemeesters van Beegden
Dit is een lijst van burgemeesters van de voormalige Nederlandse gemeente Beegden tot die gemeente op 1 januari 1991 opging in de gemeente Heel.
| Ambtsperiode | Naam burgemeester        | Partij of stroming | Bijzonderheden                                                                   |
| ------------ | ------------------------ | ------------------ | -------------------------------------------------------------------------------- |
| 1800? - 1809 | J. Puts                  |                    | maire                                                                            |
| 1809 - 1825  | G.A.W. Verheggen         |                    | eerst maire, later schout                                                        |
| 1825 - 1830  | W. Verheggen             |                    | zoon van zijn voorganger, was slechts 25 jaar oud bij zijn benoeming             |
| 1831 - 1832  | H. Verheggen             |                    | zoon van G.A.W. Verheggen, broer van zijn voorganger                             |
| 1833 - 1843  | J. Wolfhagen             |                    | eerder assessor/wethouder                                                        |
| 1843 - 1856  | A. Verheggen             |                    | zoon van G.A.W. Verheggen, broer van W. en H. Verheggen                          |
| 1857 - 1875  | G.A.W.H. Verheggen       |                    | zoon van zijn voorganger                                                         |
| 1875 - 1884  | Fr. Rutten               |                    |                                                                                  |
| 1884 - 1914  | M. Evers                 |                    |                                                                                  |
| 1914 - 1916  | F.P.M. van Cann          |                    |                                                                                  |
| 1916 - 1922  | C.H. Houtackers          |                    | tevens burgemeester van Heel en Panheel (1893-1924)                              |
| 1922 - 1946  | J.H. van Geldrop         |                    | tevens burgemeester van Linne (1920-1946) en Herten (1923-1946)                  |
| 1946 - 1960  | L.M. Kirkels             |                    | tevens burgemeester van Horn (1933-1942 en 1944-1960)                            |
| 1960 - 1968  | mr. Jan (J.H.J.) Daniels | KVP                | tevens burgemeester van Horn, later burgemeester van Monster                     |
| 1968 - 1986  | K.J. van Gerven          | KVP / CDA          | tevens burgemeester van Horn, eerder burgemeester van Broekhuizen                |
| 1986 - 1991  | J.J.M. Simons            | CDA                | tevens burgemeester van Heel en Panheel (1985-1991), later burgemeester van Heel |